# La Reverdie
La Reverdie is een Italiaanse groep die middeleeuwse muziek uitvoert. 

## Toelichting

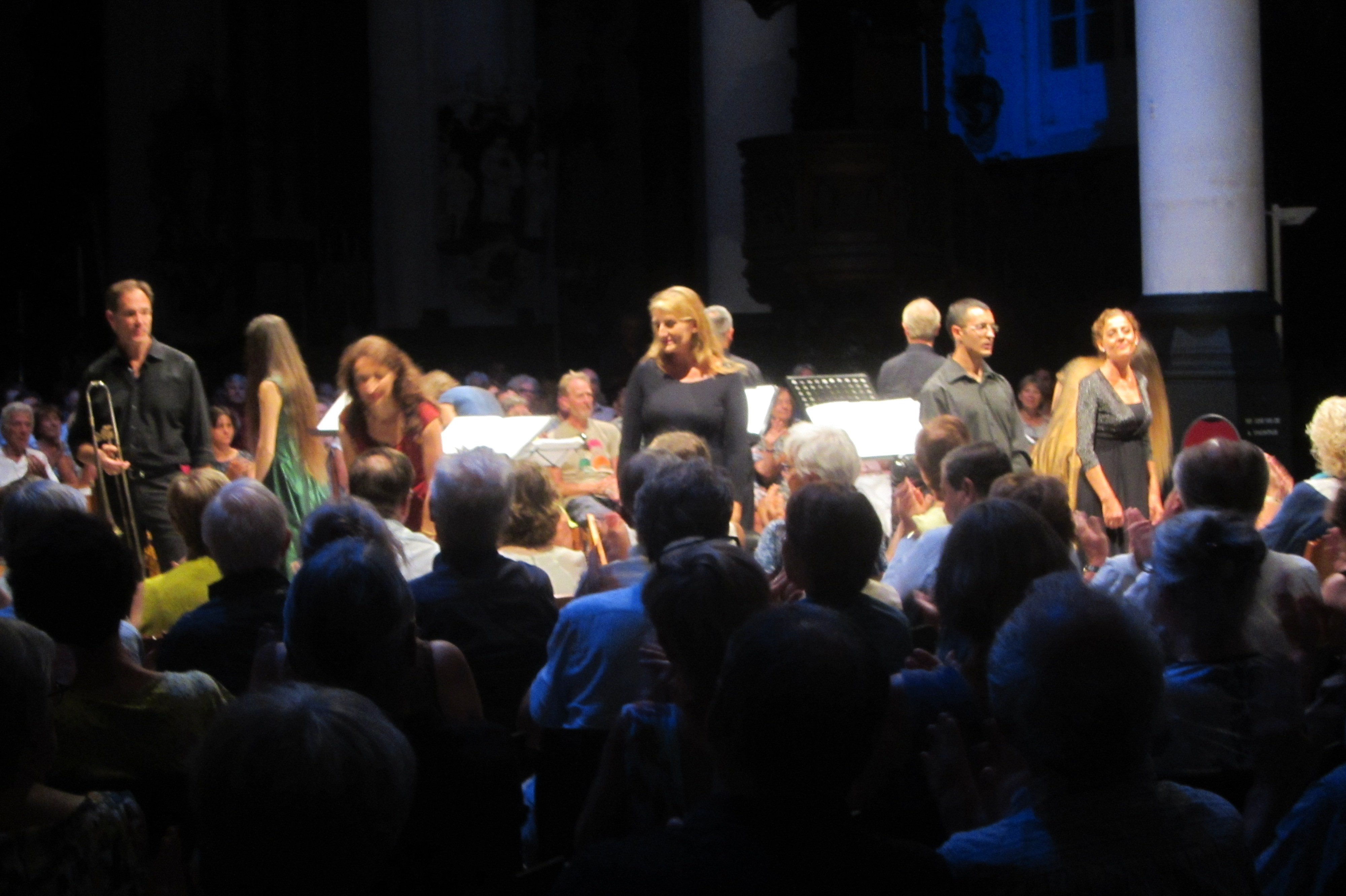
La Reverdie, in de Sint-Pauluskerk, Antwerpen, tijdens Laus Polyphoniae 2016

De muziekgroep werd in 1986 gesticht door de zangers en instrumentalisten, twee zusterparen, Claudia Caffagni, Livia Caffagni, Elisabetta de Mircovich et Ella de Mircovich. In 1991 vervoegde Doron David Sherwin de groep. La Reverdie specialiseerde zich in het Italiaanse polyfonische repertoire van de XIIIe en de XIVe eeuw. Zij zingen vooral a capella maar bespelen daarbij ook de luit, de fluit, de vedel, de harp en de kornet. 

## Discografie
- 1990 - Bestiarium. Animals in the Music of the Middle Ages - Nuovo Era 6970, reedited with new track order as Cantus 9601
- 1992 - Speculum amoris. Lyrique d'Amour médiéval, du Mysticisme à l'érotisme - Arcana A336
- 1993 - Guinevere, Yseut, Melusine. The heritage of Celtic womanhood in the Middle Ages - Giulia "Musica Antiqua" GS 201007
- 1993 - O Tu Chara Sciença. Musique de la Pensée Médiévale - Arcana A29 - Arcana A332
- 1994 - Laude di Sancta Maria. Veillée de chants de dévotion dans l'Italie des Communes - Arcana 34
- 1995 - Suso in Italia Bella. Musique dans les cours & cloître de l'italie du Nord - Arcana A38 - Arcana A320
- 1997 - Insula Feminarum. Résonances médiévales de la Féminité Celte - Arcana A311
- 1999 - Legenda Aurea. Laudes des Saints au Trecento italien - Arcana 304
- 1998 - La Nuit de Saint Nicholas. La Reverdie et chant grégorien - Arcana A72
- 1999 - Historia Sancti Eadmundi. De la liturgie dramatique au drame liturgique - Arcana A43
- 2001 - La Reverdie en Concierto. Festival Internacional de Santander - RTVE Música 65131
- 2001 - Nox-Lux. Musique française et anglaise des XIIIe et XIVe siècles - Arcana A 307
- 2002 - Voyage en Italie - Arcana 317
- 2003 - Hildegard van Bingen: Sponsa regis. La Victoire de la Vierge dans l'œuvre d'Hildegard von Bingen. La Reverdie et chant de Saint Bernard - Arcana A314
- 2005 - Jacopo da Bologna, Madrigali e Cacce - Arcana A327
- 2006 - Guillaume Dufay, Missa Sancti Jacobi - Arcana A342
- 2009 - Carmina Burana, sarcasmes sacrés - Arcana A353
- 2013 - I Dodici Giardini, Arcana